# Rei d'Egipte
La monarquia egípcia arrenca el 1805 amb l'establiment dels valís otomans hereditaris. Ismaïl Paixà el 8 de juny de 1867 va agafar el títol de khediv equivalent a virrei hereditari. En establir-se el domini britànic al començar la I Guerra mundial, el títol va esdevenir sultà que fou canviat a rei el 16 de març de 1922.

## Valís hereditaris
- Muhàmmad Alí Paixà 1805 - 1848
- Ibrahim Paixà 1848
- Muhàmmad Alí Paixà (segona vegada) 1848 - 1849
- Abbàs Hilmí I Paixà 1849 - 1854
- Muhàmmad Saïd Paixà 1854 - 1863
- Ismaïl Paixà 1863 - 1867 (esdevé khediv el 8 de juny de 1867)

## Khedivs
- Ismaïl Paixà 1867 - 1879
- Muhàmmad Tawfiq Paixà 1879 - 1892
- Abbàs Hilmí II Paixà 1892 - 1914

## Sultans
- Hussayn Kàmil 1914 - 1917
- Àhmad Fuad 1917 - 1922 (canvia el títol a rei el 16 de març de 1922 i passa a ser Fuad I)

## Reis
- Fuad I 1922 - 1936 (rei d'Egipte o màlik Misr, sobirà de Núbia, Sudan, Kordofan i Darfur)
- Faruq I 1936 - 1952 (fins a 19 d'octubre de 1951, rei d'Egipte, sobirà de Núbia, Sudan, Kordofan i Darfur; després rei d'Egipte i del Sudan)
  - príncep Muhàmmad Alí, president del Consell de Regència 1936 - 1937
- Fuad II 1952 - 1953 
  - príncep Muhàmmad Abdul Moneim, president del Consell de Regència 1952-1953